# Sin Cara

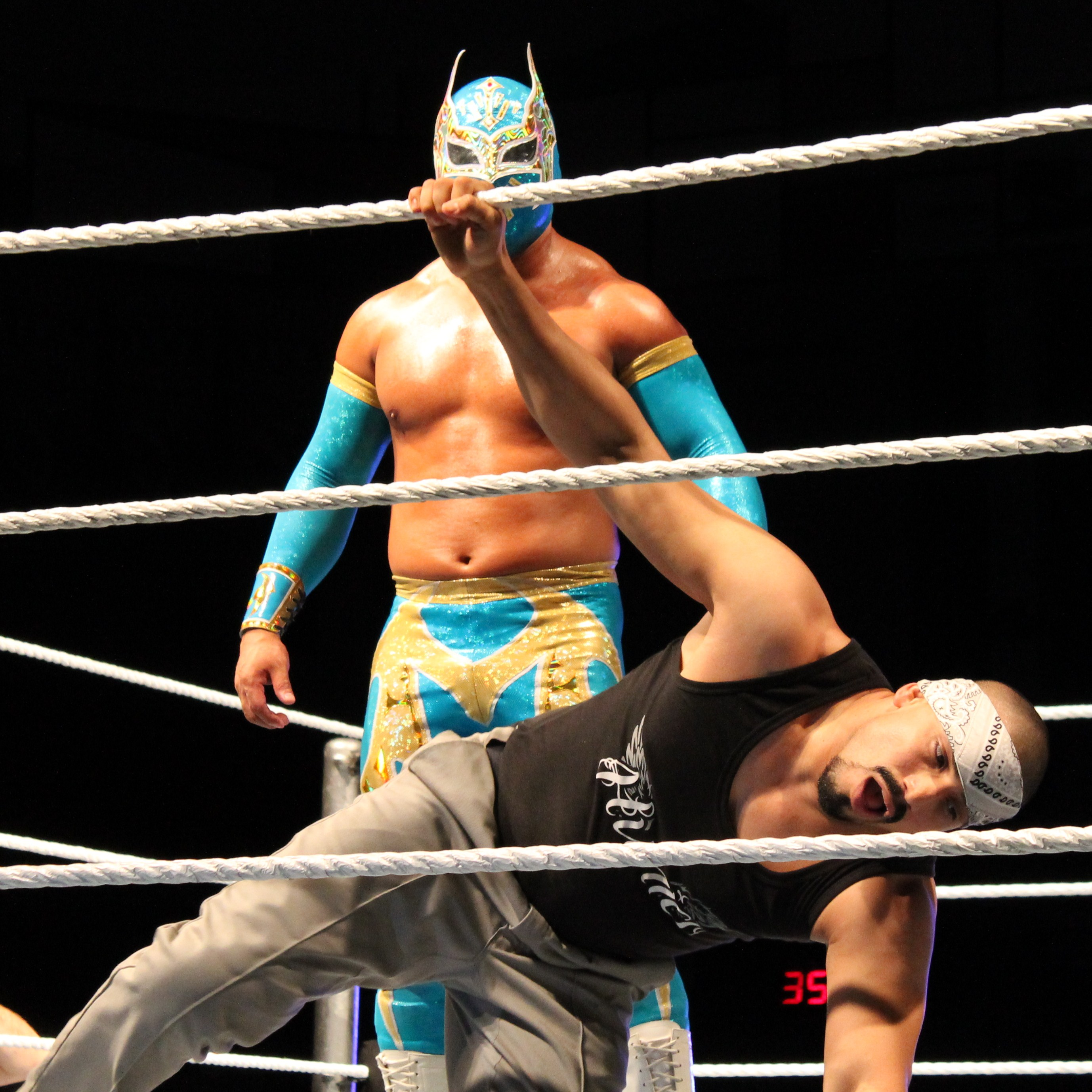
Sin Cara és Hunico, 2012

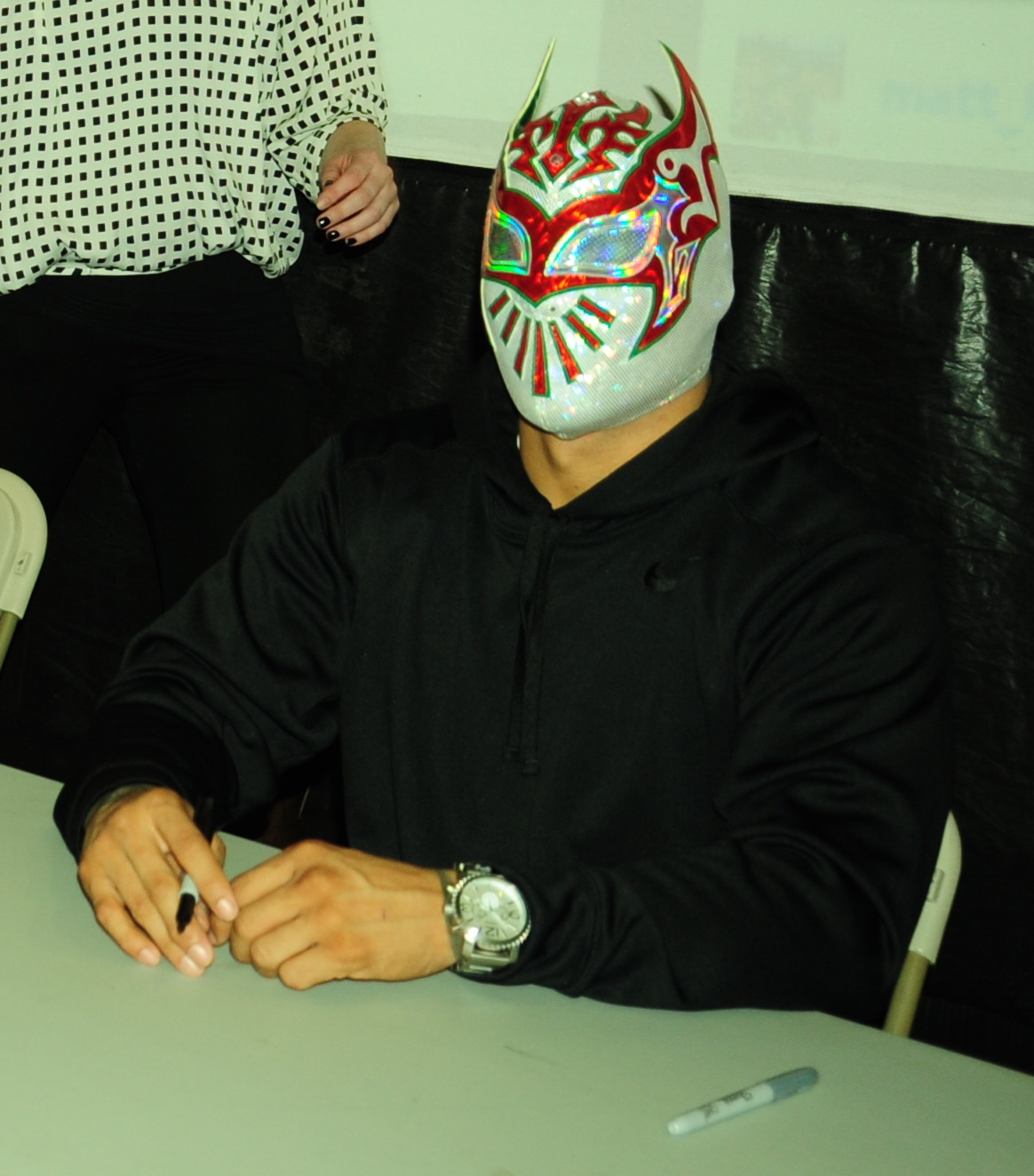
Sin Cara, 2013

Sin Cara egy profi birkózó karakter, amit a WWE-ben és az NXT-ben használtak. Sin Cara karakterét eredetileg a mexikói lucha libre sztár Luis Urive alakította; jelenleg pedig a mexikói-amerikai birkózó, Jorge Arias személyesíti meg. Sin Cara egy lucha stílusú maszkot visel, mely eltakarja egész arcát. Urive nem tudott angolul, így a WWE-nél töltött időben fordítókra volt szükség. Ez a jellegzetesség a mai napig megmaradt, hiszen Sin Cara mindig spanyolul beszél, függetlenül attól, hogy a karaktert megtestesítő személy tud-e angolul, vagy sem.

## Profi pankrátor karrier
2011. január 30-án Luis Urive (Místico) aláírt egy szerződést a WWE-vel. Március 25-én debütált Sin Cara néven a RAW-on, ahol legyőzte Primo-t egy egyéni meccsen. A következő héten John Cena-val alkotott egy közös csapatot, majd legyőzték The Miz és Alex Riley párosát. Karrierje során több szupersztárral összecsapott, köztük Chavo Guerreroval, Cody Rhodes-al, Christiannal, Jack Swaggerrel, valamint Sheamus-el is. 2011. július 17-én részt vett a Money in the Bank létrameccsen, de nem sikerült megnyernie. A WWE 30 napra felfüggesztette őt a "Wellness program" megsértése miatt. 
Visszatérése után, 2011 őszén felbukkant még egy Sin Cara, aki fekete öltözékben jelent meg. A WWE próbálta megkülönböztetni őket: az eredeti kék öltözékben lévőt Sin Cara "Azul"-nak, míg a fekete színűt Sin Cara "Negro"-nak nevezték. 2011. október 2-án a Hell in a Cell eseményen csapott össze a két Sin Cara, amit Sin Cara Azul nyert meg. A rivalizálás csúcspontja egy maszk vs. maszk mérkőzés volt október 16-án a SmackDown-ban, ahol ismét Sin Cara Azul győzött. Kiderült, hogy a fekete szerelésben lévő Sin Cara az nem más volt, mint Jorge Arias. A leleplezés után Hunico-ra változtatta nevét, és folytatta a rivalizálást Sin Cara-val. November 20-án, a Survivor Series eseményen Sin Cara lesérült, majd egy műtét után hat hónapos kihagyásra kényszerült. 
2012. május 19-én tért vissza egy house show-n. A SmackDown-ban június 1-én már új piros-fehér öltözékben tűnt fel, ahol legyőzte Heath Slater-t, majd folytatta a rivalizálást Hunico-val. Sin Cara részt vett a 2012-es Money in the Bank létrameccsen is, de a tavalyihoz hasonlóan ezt sem sikerült megnyernie. Augusztusban Cody Rhodes-al került összetűzésbe, aki azt állította, hogy ő azért visel maszkot, hogy elfedje a csúnya arcát. Ezt követően összeállt Rey Mysterio-val, és célkeresztbe vették a WWE Tag Team bajnoki övet, de nem tudták megszerezni. 
2013 januárjában részt vett a Royal Rumble rendezvényen, de Ryback kiejtette őt. Urive utoljára október 19-én Alberto Del Rio ellen birkózott, majd bejelentette, hogy visszamegy Mexikóba és távozik a WWE-től. December 2-án, a Sin Cara karakter visszatért a RAW-on, de most már nem Urive, hanem Arias volt a maszk alatt. Sin Cara-t nem sokkal később az NXT-be küldték, ahol The Lucha Dragons néven közös csapatot alapított Kalisto-val, majd megnyerték az NXT Tag Team övet. 126 napos uralkodásuknak Buddy Murphy és Wesley Blake vetett véget 2015. január 15-én. Sin Cara részt vett a 2015-ös Royal Rumblen, valamint a WrestleMania 31-en megrendezett André the Giant emlékversenyen, de nem sikerült megnyernie egyiket sem.

## Eredményei
NXT Tag Team Championship (1x)
- 2014.09.11.: Csapattársával, Kalisto-val győztek az NXT TakeOver: Fatal 4-Way-en.

Slammy-díjak (1x)
- Az év "Double Vision" pillanata (2011)

## Bevonuló zenéi
- Jim Johnston – "Ancient Spirit" (WWE; 2011. április 4.– napjainkig)
- CFO$ – "Lucha Lucha" (NXT; Kalisto csapattársaként)

## Médiában
Sin Cara szerepelt a Scooby-Doo! Rejtély a bajnokságon című rajzfilmben.

## Fordítás
Ez a szócikk részben vagy egészben  a   Sin_Cara című angol Wikipédia-szócikk fordításán alapul.  Az eredeti cikk szerkesztőit annak laptörténete sorolja fel. Ez a jelzés csupán a megfogalmazás eredetét és a szerzői jogokat jelzi, nem szolgál a cikkben szereplő információk forrásmegjelöléseként.